# UFC 31
UFC 31: Locked and Loaded（ユーエフシー・サーティワン：ロックト・アンド・ローデッド）は、アメリカ合衆国の総合格闘技団体「UFC」の大会の一つ。2001年5月4日、ニュージャージー州アトランティックシティのトランプ・タージマハル・カジノで開催された。

## 大会概要
メインイベントのUFC世界ヘビー級タイトルマッチでは、王者ランディ・クートゥアがペドロ・ヒーゾに勝利し、王座の初防衛に成功した。
UFC世界ウェルター級タイトルマッチでは、挑戦者カーロス・ニュートンが王者パット・ミレティッチに勝利し、第2代ウェルター級王者となった。
BJ・ペンは本大会が総合格闘技デビュー戦と同時にUFC初出場となった。
無差別級キング・オブ・パンクラシストのセーム・シュルト、マット・セラがUFCに初出場した。

## ルール改正
2001年4月にニュージャージー州アスレチック・コントロール・ボードにより制定された統一ルール（通称”ユニファイド・ルール”）に基づいて、本大会より階級区分が変更され、旧バンタム級は新ライト級（155ポンド、70.3kg）へ、旧ライト級は新ウェルター級（170ポンド、77.1kg）へ、旧ミドル級は新ライトヘビー級（205ポンド、93.0kg）へとそれぞれ移行し、新たに新ミドル級（185ポンド、83.9kg）が設置された。また、これ以降はスーパーヘビー級およびバンタム級以下の試合は行われなくなった。
これによりUFCの階級はライト級、ウェルター級、ミドル級、ライトヘビー級、ヘビー級の5階級体制となった。

## 試合結果

### プレリミナリィカード
第1試合 ウェルター級 5分3R
○  トニー・デソーザ vs.  スティーブ・バーガー ×
3R終了 判定3-0（29-28、29-28、30-27）
第2試合 ライト級 5分3R
○  BJ・ペン vs.  ジョーイ・ギルバート ×
1R 4:57 TKO（レフェリーストップ：パウンド）

### メインカード
第3試合 ライトヘビー級 5分3R
○  マット・リンドランド vs.  ヒカルド・アルメイダ ×
3R 4:21 失格（蹴り上げ）
第4試合 ヘビー級 5分3R
○  セーム・シュルト vs.  ピート・ウィリアムス ×
2R 1:28 TKO（レフェリーストップ：スタンドの打撃）
第5試合 ウェルター級 5分3R
○  ショーニー・カーター vs.  マット・セラ ×
3R 4:51 KO（右バックハンドブロー）
第6試合 ライトヘビー級 5分3R
○  チャック・リデル vs.  ケビン・ランデルマン ×
1R 1:18 KO（スタンドパンチ連打）
第7試合 UFC世界ウェルター級タイトルマッチ 5分5R
○  カーロス・ニュートン vs.  パット・ミレティッチ ×
3R 2:50 スタンディングサイドチョーク
※ニュートンが王座獲得に成功
第8試合 UFC世界ヘビー級タイトルマッチ 5分5R
○  ランディ・クートゥア vs.  ペドロ・ヒーゾ ×
5R終了 判定3-0
※クートゥアが王座の初防衛に成功